# Cairanne
 Cairanne  es una población y comuna francesa, en la región de Provenza-Alpes-Costa Azul, departamento de Vaucluse, en el distrito de Carpentras y cantón de Vaison-la-Romaine.
Está integrada en la Communauté de communes du Pays Voconces.

## Demografía
| 889 | 871 | 809 | 840 | 863 | 850 |
| Para los censos de 1962 a 1999 la población legal corresponde a la población sin duplicidades (Fuente: INSEE [Consultar]) |     |     |     |     |     |